# Первинний сектор економіки

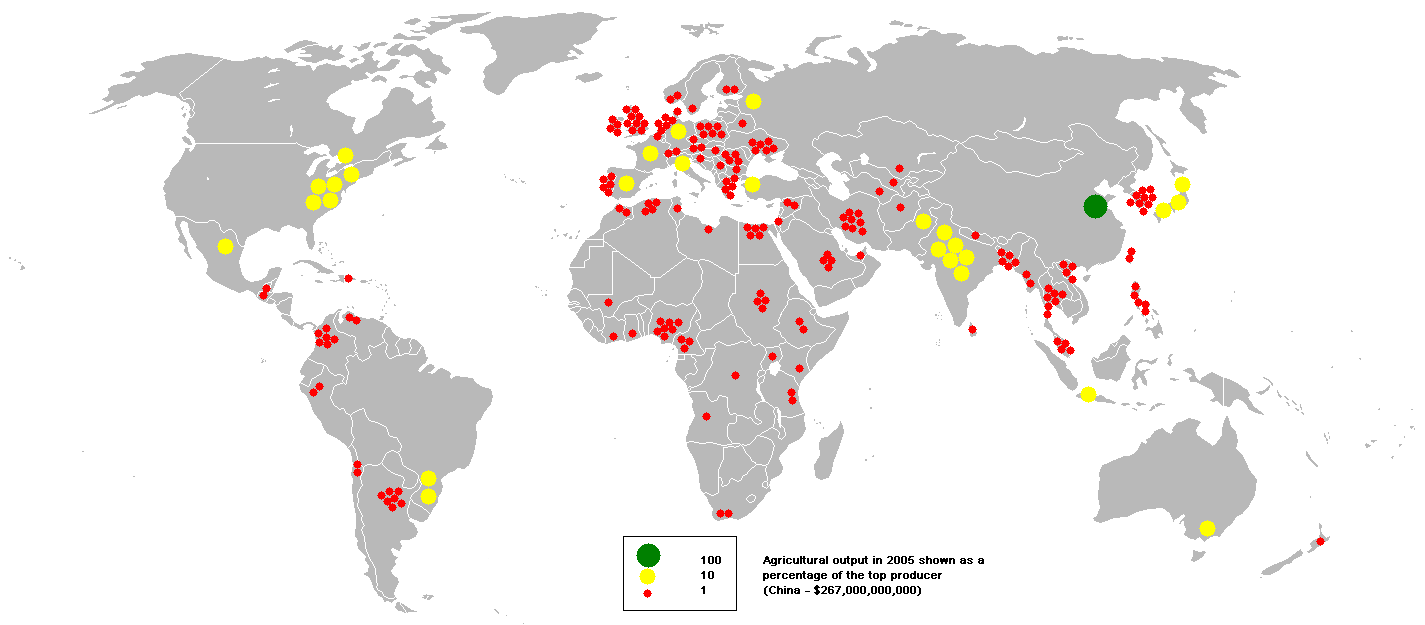
Обсяг сільськогосподарського виробництва у 2005 році.

Перви́нний се́ктор господарства — галузі економіки, продукти яких здебільшого є сировиною для інших галузей. До первинного сектора належать сільське господарство, рибальство, лісова промисловість та гірнича промисловість.
Первинний сектор економіки (в трьохсекторній моделі економіки) об'єднує галузі, пов'язані з видобутком сировини і її переробкою в напівфабрикати. До первинного сектора відносяться сільське господарство, рибальство, лісове господарство, полювання (аграрно-промисловий сектор) і видобуток природної сировини (вугілля, нафти, металевих руд і т. П.)
До первинного сектора також часто зараховують діяльність, пов'язану зі збором, пакуванням, очисткою і переробкою сировини на місці.